# Clara Barton
Clarissa Harlowe Barton (25 de diciembre de 1821 - 12 de abril de 1912) más conocida como Clara Barton, fue una pionera, profesora, enfermera y humanitaria estadounidense. Ha sido descrita como de un espíritu indomable y es especialmente recordada por organizar la Cruz Roja Estadounidense.

## Juventud, formación y enfermería familiar
Clara Barton nació en Oxford, Massachusetts, hija menor de un matrimonio abolicionista: el padre agricultor y criador de caballos y la madre (Sarah) ama de casa. Ambos ayudaron a fundar la primera iglesia Universalista en Oxford.
Clara fue al parecer una niña tímida y retraída. Siendo la menor de cuatro hermanos (Stephen, David, Dolly y Sally) bastante mayores que ella, Clara fue educada en casa, demostrando una temprana inteligencia, siempre curiosa ante todo y dispuesta a todo tipo de aprendizaje o enseñanza; sus hermanos le enseñaron a montar a caballo y otras actividades reservadas o solo apropiadas para hombres.
Cuando Clara tenía once años, su hermano David se cayó de una viga en un granero en construcción, y ella permaneció a su lado por dos años y aprendió a administrarle todas sus medicinas, incluso "las repugnantes sanguijuelas reptantes".
Es probable que su interés por la enfermería, se inspirase en las historias familiares de su tía abuela, Martha Ballard, que trabajó en el pueblo de Hallowell (más tarde Augusta) Maine, como comadrona por tres décadas. Ballard ayudó a dar a luz a casi mil bebés entre 1777 y 1812 y en muchos casos actuó como cualquier médico de su época.
Cuando el padre de Clara agonizaba, le dio un consejo que recordaría más tarde:
	"Como patriota, me aconsejó servir a mi país con todo lo que tenía, incluso con mi vida si fuera necesario; como hija de un Masón aceptado, me aconsejó buscar y dar consuelo a los afligidos, y como cristiana me encargó honrar a Dios y amar a la humanidad".[cita requerida]

## Guerra civil americana

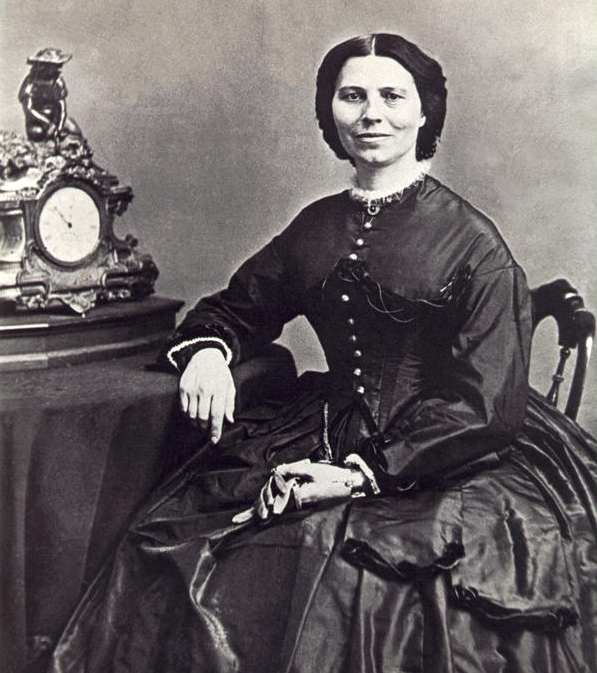
Clara Barton circa 1866.

En abril de 1861, después de la Primera batalla de Bull Run, Barton creó una agencia para obtener y distribuir provisiones a los soldados heridos. El general William Hammond le dio un pase para viajar en las ambulancias del ejército para dar consuelo a los soldados y curarlos. Presionó a la burocracia del ejército estadounidense, primero sin éxito, para traer sus propias provisiones médicas al campo de batalla. Finalmente, en julio de 1862, obtuvo permiso para viajar tras la línea de batalla, llegando a los más sombríos campos de batalla y sirviendo durante los asedios de Petersburg, Virginia, y Richmond, Virginia. En 1864 el general de la Unión Benjamin Butler la nombró "dama mandante" de los hospitales al frente del Ejército de James.
En 1865, el presidente Abraham Lincoln le encargó la búsqueda de desaparecidos del ejército de la Unión. Mientras se dedicó a esta labor, averiguó sobre el paradero de 30 000 hombres. Cuando acabó guerra, fue mandada a Andersonville, Georgia para instalar y marcar las tumbas de los soldados de la Unión que se enterraron allí. Esta experiencia la motivó a empezar una campaña nacional para identificar a los soldados desaparecidos durante la guerra civil estadounidense. Publicó listas de los nombres en los diarios y se carteaba con las familias de los soldados.
Barton daba charlas sobre sus experiencias de la guerra. Conoció a Susan B. Anthony y comenzó una larga asociación con el movimiento sufragista. También conoció a Frederick Douglass y se hizo activista para los derechos civiles de los negros.

## Primer contacto de Barton con el Comité Internacional de la Cruz Roja
Los años de trabajo duro durante la guerra civil estadounidense y sus esfuerzos buscando soldados desaparecidos debilitaron a Barton. En 1869 sus médicos le recomendaron tomarse un descanso y hacer un viaje relajante a Europa. En 1870, mientras estaba en el extranjero, se involucró en el Comité Internacional de la Cruz Roja (CICR) y su trabajo humanitario durante la guerra franco-prusiana. El CICR, creado en 1864, se fundó para proveer servicios humanos a todas las víctimas de guerra bajo una bandera de neutralidad.

## Organización de la Cruz Roja estadounidense
Cuando Clara Barton regresó a los Estados Unidos, inauguró un movimiento para que el gobierno estadounidense reconociera al Comité Internacional de la Cruz Roja. Cuando empezó este trabajo en 1873, la mayoría de los estadounidenses pensó que los Estados Unidos nunca volverían a enfrentar una calamidad tal como la guerra civil pero durante la administración de presidente James Garfield, Barton finalmente tuvo éxito, arguyendo que la nueva Cruz Roja estadounidense podría responder a otras crisis aparte de la guerra. 
Naturalmente, Barton fue la presidenta de la sucursal estadounidense de la asociación, fundada el 21 de mayo de 1881. John D. Rockefeller donó los fondos para crear una oficina nacional central en Washington D. C. situada a una cuadra de la Casa Blanca.

## El Museo de Clara Barton
El Museo del Lugar de Nacimiento de Clara Barton en North Oxford, Massachusetts funciona como parte del Centro Barton para la educación sobre la diabetes, un proyecto humanitario creado en su honor para educar y apoyar a niños con diabetes y a sus familias.